# Bernhard Baumeister

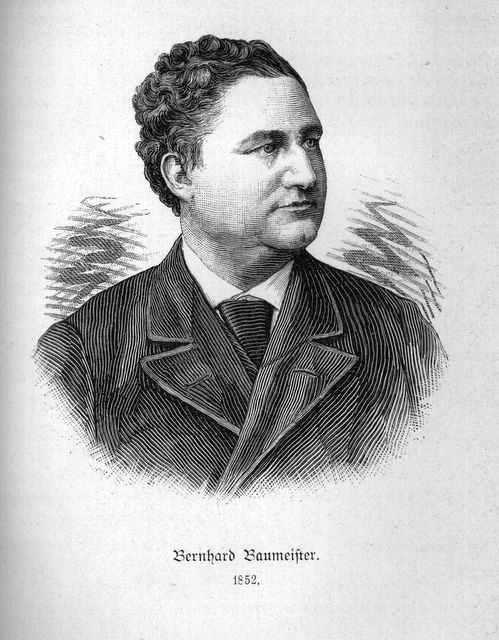
Bernhard Baumeister.

Julius Bernhard Baumeister (egentligen Baumüller), född 28 september 1827 och död 25 oktober 1917, var en tysk-österrikisk skådespelare. Han var bror till Wilhelm Baumeister.
Baumeister var 1846-52 anställd vid olika tyska scener och från 1852 vid Burgteatern i Wien. Baumeister var även aktiv som regissör, och hade under över 50 år ett stort inflytande över den tyska teaterkonsten. Bland hans roller märks Falstaff i Henrik IV och Muntra fruarna i Windsor, Werner i Minna von Barnhelm, Götz von Berlichingen och Miller i Kabal och kärlek.